# IROC XXVII
La 27e édition de l'International Race of Champions, disputée en 2003, a été remportée par l'Américain Kurt Busch. Tous les pilotes conduisaient des Pontiac Trans Am.

## Courses de l'IROC XXVII
| Date            | Lieu         | Vainqueur      | Nationalité | Championnat d'origine |
| 14 février 2003 | Daytona      | Mark Martin    | États-Unis  | Winston Cup (NASCAR)  |
| 5 avril 2003    | Talladega    | Kurt Busch     | États-Unis  | Winston Cup (NASCAR)  |
| 12 juillet 2003 | Joliet       | Mike Bliss     | États-Unis  | Truck Series (NASCAR) |
| 2 août 2003     | Indianapolis | Jimmie Johnson | États-Unis  | Winston Cup (NASCAR)  |

## Classement des pilotes
| Classement | Pilote                        | Pays                | Championnat                    | Points |
| ---------- | ----------------------------- | ------------------- | ------------------------------ | ------ |
| 1er        | Kurt Busch                    | États-Unis          | Winston Cup (NASCAR)           | 69     |
| 2e         | Mark Martin                   | États-Unis          | Winston Cup (NASCAR)           | 58     |
| 3e         | Jimmie Johnson                | États-Unis          | Winston Cup (NASCAR)           | 56     |
| 4e         | Mike Bliss                    | États-Unis          | Truck Series (NASCAR)          | 54     |
| 5e         | Kevin Harvick                 | États-Unis          | Winston Cup (NASCAR)           | 48     |
| 6e         | Ryan Newman                   | États-Unis          | Winston Cup (NASCAR)           | 48     |
| 7e         | Greg Biffle                   | États-Unis          | Busch Series (NASCAR)          | 41     |
| 8e         | Sam Hornish Jr.               | États-Unis          | IndyCar Series (IRL)           | 30     |
| 9e         | Danny Lasoski                 | États-Unis          | Sprint cars (World of Outlaws) | 27     |
| 10e        | Felipe Giaffone / Scott Sharp | Brésil / États-Unis | IndyCar Series (IRL)           | 24     |
| 11e        | Steve Kinser                  | États-Unis          | Sprint cars (World of Outlaws) | 24     |
| 12e        | Hélio Castroneves             | Brésil              | IndyCar Series (IRL)           | 23     |